# Підлісся (Івано-Франківський район)
Підлі́сся (до 1964 р.— Паци́ків) — село в Україні, у Загвіздянській сільській об'єднаній територіальній громаді Івано-Франківського району Івано-Франківської області.

## Назва
Колишня назва села — Пациків. В 1964 р. Верховна рада УРСР перейменувала село Пациків на Підлісся. 
За словами старожилів село засноване в 1454 році. Щодо назви села, то на Прикарпатті здавна існувала приповідка — жарт, коли один другого запитував куди іде або їде, то той відповідав, не бажаючи встрівати в розмову, що прямує до Пацикова. А на питання: «Що робити в Пацикові?» була незмінна відповідь «Кози кувати». Жителі Пацикова куванням кіз звичайно не займалися, проте назву села пояснюють легендою і твердять: Пациків походить від того, що їхні предки вирощували на продаж поросят — пацят.
Насправді ж назва села походить від особового імені Пац і Пацевич. Особу з ім'ям Пац згадують деякі старожили, який жив приблизно у 1482 році. Прізвищ на ті часи, ще не існувало, то в даному випадку сина Паца називали Пацевич.

## Історія
У Пацикові (Підліссі) вже в 1852 році було засновано школу. Тоді ж вчителював Михайло Рашкевич, а в 1864 році У. Зубринський. Хоч тоді в селі було 700 жителів, але до школи ходило тільки 18 дітей. У 1906 році цісарсько-королівська Шкільна рада винесла постанову про однокласну школу.
В 1912 році в селі проживало 1270 українців, 72 поляки, 80 євреїв. На початку січня 1950 року в селі було створено колгосп. В 1964 році село перейменовано на Підлісся. Нова назва походить від того, що село розкинулося під Чорним Лісом.
За даними облуправління МГБ у 1949 р. в Станіславському районі підпілля ОУН найактивнішим було в селах Ямниця, Підпечери, Загвіздя, Пациків і Рибне. За підтримку повстанців понад 150 жителів села окупанти вивезли до Сибіру.

## Населення

### Мова
Розподіл населення за рідною мовою за даними перепису 2001 року:
| Мова       | Кількість | Відсоток |
| ---------- | --------- | -------- |
| українська | 2355      | 99.45%   |
| російська  | 13        | 0.55%    |
| Усього     | 2368      | 100%     |

## Фаянсова фабрика
Фабрику фаянсу у Пацикові під Станіславом заснував у 1912 році Олександр Левицький гербу Роґаля. Він був власником фірми «Казимир Левицький» у Львові, а ще в нього було 3500 моргів орної землі та лісів у Пацикові, Загвізді, Старому Лисці, пансіонат відпочинку в Олесьові (сучасна територія військового полігону в Старому Лисці), підприємство з видобування мінеральної води «Dewajtis» у Пацикові, нерухомість у Львові, де він і мешкав. На цих фігурках ставилися штампи «PACYKOW»  і витискався номер серії та виробника. В 1911—1914 роках із фабрикою фаянсових виробів Олександра Левицького в Пацикові співпрацювала відома галицька скульпторка і художниця Люна Амалія Дрекслер. В результаті цієї співпраці у творчості Люни Дрекслер з'явилася дрібна порцелянова та фаянсова пластика, з якою вона виставлялася у Мюнхені та в Парижі. Серед відомих скульпторів у Пацикові працювали: Антон Попель, Люна Дрекслер, Тадеуш Блотницький, Владислав Груберський, Владислав Адам'як. Фаянсовий завод у Пацикові частково був зруйнований під час війни в 1914—1918 рр., але згодом його відновили, провели реконструкцію та модернізацію. До 1938 року продукція заводу із села Пациків регулярно експонувалася в спеціальному павільйоні у Львові. Популярність фабрики перестала існувати у 1939 році. У 1944 був винищений і сам Пациків, лише фігурки з гербом Роґаля все ще з'являлися на  мистецьких аукціонах на тлі забутої пісеньки: «Я стояла у палаці, у палаці
Коло мене річки гарні і багаті щітки, Гребінь і панчохи, сіль і цукор, Ніж і вилки, мило трохи, Тут стара канапа, там подерта капа,
-Як то все буває в нас…..
Приспів
Бо я є статуетка фаянсова
Пациків — то мій рідний дім, Білява, синьоока, рум'яна, Хоч не п'ю, не їм.»
Зараз у Підліссі не знайти решток фаянсової фабрики Пацикова.

## Відомі люди
- Павло Вацик — «Прут» (17.07.1917-01.03.1946) — майор (за іншими даними — полковник) Української повстанської армії, командир сотні «Змії» куреня «Скажені» (1944), курінний куреня «Підкарпатський» (1945) 22-го (Станіславського) Територіального відтинку «Чорний ліс», групи УПА-Захід; лицар Срібного Хреста Бойової Заслуги 1-го класу.
- Каетан Городиський — «пан» у Пацикові 1809 року.[4]